# Walzwerke Einsal

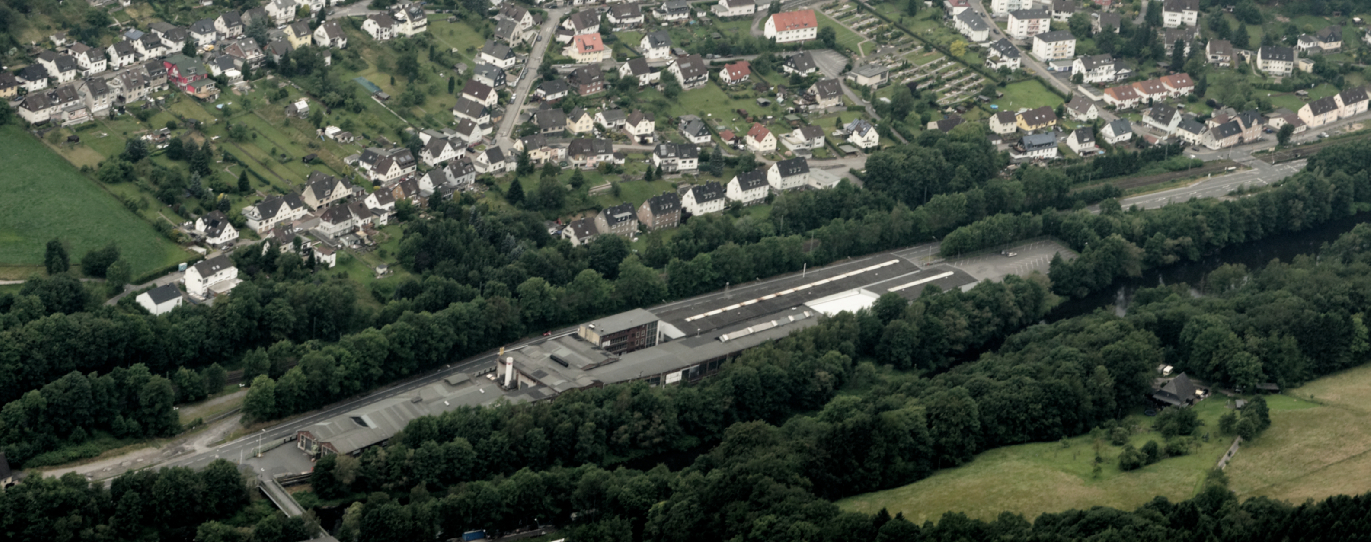
Unternehmensgebäude westlich der Lenne.

Die Walzwerke Einsal GmbH ist eine Herstellerin für warmgewalzte und blankgezogene Stabstähle mit Sitz im Nachrodt-Wiblingwerder Ortsteil Einsal.

## Geschichte
Im Jahr 1675 wurde der Helbecker Hammer errichtet, der Grundstein für die Walzwerke Einsal GmbH. Damit ist die Walzwerke Einsal GmbH eines der ältesten Unternehmen in Südwestfalen.
1857 wurden in dem Werk, damals unter dem Namen von Holzbrinck & Thomee von 50 Arbeitern 14.730 Zentner Stabeisen produziert.
1896 erfolgte die erste handelsgerichtliche Eintragung als „Einsaler Walzwerke“. Diese Bezeichnung wird noch heute umgangssprachlich für das Unternehmen verwendet.
1925 fand die Umstellung von der Eisenverarbeitung zur Edelstahlverarbeitung statt.
1958 waren die Einsaler Walzwerke Gründungsmitglied der Informationsstelle Edelstahl-Rostfrei.
Seit mehr als 350 Jahren wird Wasser aus der Lenne zur Energiegewinnung genutzt. Früher wurde ein Eisenhammer mit einem Mühlrad betrieben. Heute erzeugt das Wasserkraftwerk Einsal mit zwei Turbinen ein Viertel des im Betrieb benötigten Stroms.